# Original Film
Original Film er et amerikansk film- og tv-produktionsselskab grundlagt af Neal H. Moritz. Bemærkelsesværdige film, som selskabet har produceret, inkluderer The Fast and the Furious-serien.